# ジャン＝ポール・プナン
ジャン＝ポール・プナン（Jean-Paul Penin、1949年12月31日 - ）は、フランスの指揮者。

## 経歴
サン＝ディジエ生まれ。1972年から1980年にかけてストラスブール（コントラバス、アナリーゼ、室内楽）やパリ（音楽史をイヴ・ジェラールに師事）、さらにフルブライト奨学生としてサンフランシスコ（指揮、アナリーズをジョン・クーリッジ・アダムズに師事）にて学んだ。同時に文学修士号、および生物物理学博士号（1974年、ストラスブール大学細胞分子生物学研究所）を取得したプナンは、1972年から1978年までストラスブール大学管弦楽団を指揮し、同楽団を率いてヨーロッパ・ユースオーケストラ・フェスティバル（1976年）や、南米（1977年）などへ演奏旅行を行った。
1979年に民主音楽協会主催の東京国際音楽コンクール（指揮）に入選して注目を集め、その後ストラスブール・フィルハーモニー管弦楽団にてアラン・ロンバールのアシスタントを、次いで1990年から1994年までウィーン国立歌劇場にてロリン・マゼールのアシスタントを勤めた。1993年には、クラクフ国立フィルハーモニー管弦楽団の首席客演指揮者（1990年から1994年）としての貢献（コンサートツアー、録音、メセナ）をたたえ、ポーランド大統領レフ・ワレサより、ポーランド共和国功労勲章（オフィシエ）を授けられた。
1990年には、アムステルダムのコンセルトヘボウにて、前年にニューヨークでピエール・ブーレーズによって世界初演された、メシアンの『天より来たりし都』を作曲家の立ち会いのもと、ヨーロッパ初演をし（オランダ放送フィルハーモニー管弦楽団、イヴォンヌ・ロリオ（ピアノ））、このコンサートの模様はテレビ中継された。ジャン＝ポール・プナンはまた、このコンサートにおいて、武満徹のオーケストラとヴィオラ（今井信子）のための作品、『ア・ストリング・アラウンド・オータム』も指揮した。
この後、ベーレンライター出版社はユネスコとフランス大統領府の後援のもと、ジャン＝ポール・プナンに、当時草稿が発見されたばかりだったベルリオーズの『荘厳ミサ曲』のフランス再初演を依託する。ジャン＝ポール・プナンはこの作品の世界初録音を1993年10月3日ヴェズレーのサント＝マドレーヌ大聖堂にて行い、その後はラ＝コート＝サン＝タンドレでのベルリオーズ音楽祭やブエノスアイレスのコロン劇場などヨーロッパやアメリカなどの各地で、この作品を指揮した。
2000年9月8日にはプラハ放送交響楽団を率いて、欧州文化首都の一環として開催された、ドヴォルザーク音楽祭の開幕コンサートを指揮し、このコンサートはラジオ中継された。同オーケストラとは後にツアーでベルリオーズの『キリストの幼時』も取り上げている。バルトークとドビュッシーを取り上げた、ドレスデン・フィルハーモニー管弦楽団とのコンサート（2002年）は、24カ国にラジオ中継され、その後プナンはシュターツカペレ・ドレスデンを指揮すべくゼンパー・オーパーに招聘された。
また2009年9月8日には、サン＝リキエ音楽祭において、フランソワ・フェトの『スターバト・マーテル』を初演した（プラハ国立歌劇場オーケストラ、ムジカ合唱団、ソリスト：ジャン＝フィリップ・クルティス）。

## 叙勲
- ポーランド：国家功労勲章（オフィシエ）、1993年。
- フランス：芸術文化勲章（シュヴァリエ）、1997年。

## 録音
プナンは、音楽誌より隠された名作を発見する音楽家と考えられている。ベルリーズの『荘厳ミサ』と、ベートヴェンのカンタータ2作（『ヨーゼフ2世』と『レオポルド2世』）の他にも、数多くのオペラの世界初録音を行っている。バロックおよび後期バロックに精通している彼は、例えばヴェルサイユ宮殿の新オペラ劇場杮落としのために、ルイ16世によって委嘱されたサッキーニのオペラ『コロンヌのオイディプス』（1786年）を録音している。
- スポンティーニ『フェルナン・コルテス』
- ウェーバー『魔弾の射手』
- サッキーニ『コロンヌのオイディプス』
- シャブリエ『グヴェンドリーヌ（英語版）』

## 作曲
- 『パリの夜』（オーケストラ組曲）。2004年12月12日にミラノにてポメリージ・ムジカーリオーケストラにより初演。
- 『1930年のパリ、12のワルツ』（2台ピアノ）。ピアノソロ版の初演（3つのワルツ）は2011年6月18日に、オリュー室内楽音楽祭（ベルギー）にて、ジュリアン・ジェルネーによってされた。ピアノソロ版の全曲録音はジャン・デュベによってシリウス／コデックスレーベルよりリリース（2012年）
- 『邂逅』（ネルヴァルとアポリネールのテクストによるオーケストラと合唱曲）。バンコク国立劇場にて、バンコク・シンフォニー・オーケストラによって初演（2012年2月2日）